# Gals
Gals (tiếng Pháp: Chules) là một đô thị ở huyện Erlach ở bang Berne ở Thụy Sĩ. Đô thị này có diện tích 7,83 km², dân số năm 2006 là 686 người.
Đô thị này nằm giữa kênh đào Zihl (Thielle) và Jolimont.
79% dân nói tiếng Đức còn 15% nói tiếng Pháp.